# Some Enchanted Evening
Some Enchanted Evening är Art Garfunkels tionde soloalbum, utgivet 30 januari 2007. Albumet består av nyinspelningar av gamla standards från 1930-talet till 1950-talet.

## Låtlista
1. I Remember You (Victor Schertzinger/Johnny Mercer) – 2:58
2. Someone to Watch Over Me (George Gershwin/Ira Gershwin) – 3:24
3. Let’s Fall In Love (Harold Arlen/Ted Koehler) – 2:28
4. I’m Glad There Is You ( Jimmy Dorsey/Paul Madeira) – 3:45
5. Quiet Nights of Quiet Stars (Corcovado) (Antonio Carlos Jobim/Gene Lees) – 3:03
6. Easy Living (Leo Robin/Ralph Rainger) – 3:38
7. I’ve Grown Accustomed to Her Face (Frederick Loewe/Alan Jay Lerner) – 2:49
8. You Stepped Out of a Dream (Herb Brown/Gus Kahn) – 2:46
9. Some Enchanted Evening (Richard Rodgers/Oscar Hammerstein II) – 3:35
10. It Could Happen To You (Jimmy Van Heusen/Johnny Burke) – 2:31
11. Life Is But a Dream (Raoul Cita/Hy Weiss) – 3:04
12. What’ll I Do (Irving Berlin) – 3:04
13. If I Loved You (Richard Rodgers/Oscar Hammerstein II) – 3:10

## Medverkande
- Art Garfunkel – sång
- Dean Parks – gitarr (spår 1–3, 6–12)
- Bob Glaub – bas (spår 1–3, 6–8, 10)
- Mike Thompson – synthesizer, gitarr m m (spår 1–8, 10–12)
- Steve Gadd – trummor (spår 1–3, 5–7, 10–12)
- Chris Smith – munspel (spår 1)
- Doug Webb – sorpransaxofon, flöjt, träblås (spår 1, 5–6, 8, 10)
- Alex Navarro – synt, keyboards, piano m m (spår 2, 4–13)
- Frank Simes – gitarr (spår 2, 13)
- Maia Sharp – tenorsaxofon (spår 2)
- Randy Kerber – synt, keyboards, bas m m (spår 4, 7, 9)
- Lee R. Thornburg – trumpet (spår 4)
- Nick Sample – bas m m (spår 5, 8)
- Michael Montilla – slagverk (spår 9)
- Richard Perry – sång (spår 11)
- Chris Golden – bas (spår 12, 13)

## Recensioner
- Svenska Dagbladet 2007-01-31